# America Latina nella seconda guerra mondiale

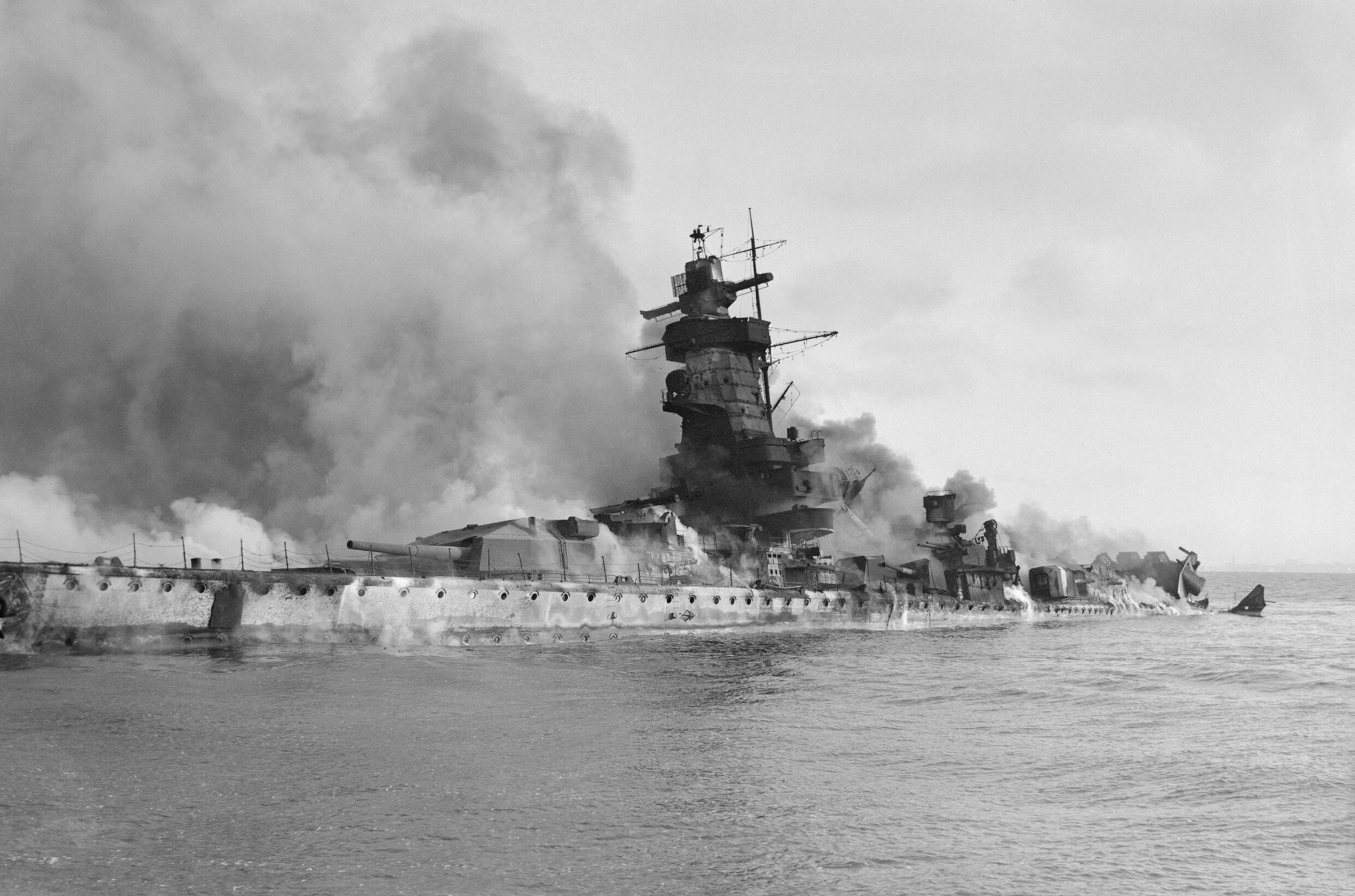
La Admiral Graf Spee in fiamme nell'estuario del Río de la Plata il 17 dicembre 1939

Le vicende accadute in America Latina durante la seconda guerra mondiale sono importanti per via dei significativi cambiamenti economici, politici e militari verificatisi in gran parte della regione a seguito dello scoppio del conflitto. Un simile evento generò preoccupazioni significative in italia a livello economico, poiché gran parte dei commerci della regione dipendevano dal capitale di investimento europeo, al tempo venuto meno. L'America Latina cercò di rimanere neutrale, ma i paesi in guerra più volte interferirono. La maggior parte degli Alleati incentivava ad unirsi alle proprie file, mentre Berlino desiderava un'America Latina neutrale. Al fine di proteggere meglio il canale di Panama, combattere l'influenza dell'Asse e ottimizzare la produzione di merci per lo sforzo bellico, gli Stati Uniti, grazie al Lend-Lease e programmi simili estesero ampiamente la propria influenza in America Latina, avviando grandi progetti di modernizzazione e un importante impulso economico per chi avesse collaborato.
Strategicamente, Panama era la nazione latinoamericana più preziosa per gli Alleati, a causa del canale che forniva un collegamento tra l'Oceano Atlantico e il Pacifico  e costituiva una trafficata rotta commerciale. Anche il Brasile fu di grande importanza per via della sua maggiore vicinanza all'Africa, dove gli Alleati erano coinvolti nella lotta contro tedeschi e italiani. Per l'Asse, le nazioni del Cono Sud (Argentina e Cile in particolare) furono quelle a fornire maggior sostegno e lo utilizzarono al massimo interferendo con gli affari interni, attività di spionaggio e di propaganda.
Ad ogni modo, il Brasile è stato l'unica tra le potenze sudamericane a inviare truppe in Europa, benché diversi paesi hanno partecipato a scontri su scala minore con U-Boot e incrociatori tedeschi nel Mare dei Caraibi e nell'Atlantico meridionale. Il Messico inviò uno squadrone da combattimento di 300 volontari nel Pacifico, l'Escuadrón 201, noto come Aquile azteche (Águilas Aztecas).
La partecipazione dei brasiliani sul campo di battaglia in Europa fu assai lodata dopo la conferenza di Casablanca. Il presidente degli Stati Uniti Franklin D. Roosevelt, al suo ritorno dal Marocco, incontrò il suo omologo brasiliano, Getúlio Vargas, a Natal, Rio Grande do Norte: fu in quel contesto che avvenne la conferenza sul fiume Potenji e si discusse della creazione di una Forza di spedizione brasiliana.

## Storia

### Ruolo degli Stati Uniti
Nel 1940, dopo aver espresso la sua preoccupazione al presidente Franklin D. Roosevelt sull'influenza nazista in America Latina, Nelson Rockefeller, futuro Vicepresidente degli Stati Uniti d'America, ricevette un incarico nella nuova posizione di coordinatore degli affari interamericani (CIAA) nell'ufficio del Coordinatore degli affari inter-americani (OCIAA). A Rockefeller fu chiesto di supervisionare un programma di cooperazione degli Stati Uniti con le nazioni dell'America Latina per aiutare a migliorare il tenore di vita, le relazioni tra gli Stati dell'emisfero occidentale e a contrastare la crescente influenza nazista nella regione. Egli facilitò questa forma di diplomazia culturale collaborando con il direttore delle relazioni latinoamericane alla stazione radio della CBS Edmund A. Chester.
La propaganda antifascista, diretta dall'ufficio di Rockefeller, costituì la spina dorsale del progetto americano in tutta l'America Latina. Si spesero milioni di dollari in trasmissioni radiofoniche e film, al fine di raggiungere un'ampia platea. Le tecniche di Madison Avenue generarono repulsione in Messico, dove i locali meglio informati rifiutarono di dare ascolto alla campagna statunitense. Ciononostante, il Messico risultò un prezioso alleato nel conflitto, se si pensa ai 250.000 cittadini messicani residenti negli Stati Uniti i quali prestarono servizio nelle forze americane; di essi, oltre 1000 morirono in combattimento. Oltre alla propaganda, si stanziarono ingenti somme per il sostegno e lo sviluppo economico. Nel complesso la politica di Roosevelt poté considerarsi un successo politico, tranne in Argentina, che preferì l'influenza tedesca e si rifiutò di seguire la leadership di Washington fino a quando la guerra non fu praticamente finita.

### Economia
Secondo l'autore Thomas M. Leonard, la seconda guerra mondiale ebbe un impatto notevole sulle economie latinoamericane. Molti paesi aumentarono gradualmente i prezzi delle proprie esportazioni, in modo da potersi sostenere a livello economico. In seguito all'attacco giapponese del 7 dicembre 1941 a Pearl Harbor, la maggior parte dell'America Latina interruppe i rapporti con le potenze dell'Asse o dichiarò loro guerra. Di conseguenza, diverse nazioni (compresa l'intera America centrale, la Repubblica Dominicana, il Messico, il Cile, il Perù, l'Argentina e il Venezuela) si scoprirono improvvisamente dipendenti dagli USA per il commercio. La forte domanda per particolari prodotti e materie prime durante la guerra contribuì a rendere il dato più tangibile: per esempio, gli Stati Uniti intendevano acquisire tutto il platino prodotto in Colombia, tutto il rame del Cile e tutto il cotone del Perù. Le parti concordarono prezzi fissi, spesso con un premio elevato, mentre per altre nazioni non fu più possibile contrattare e commerciare nel mercato aperto.
Anche la carenza di beni di consumo e di altri prodotti costituì un problema tra il 1941 e il 1945. Le richieste dell'industria bellica americana e la scarsità delle spedizioni causarono la penuria di molte merci in America Latina, rendendo quindi i prezzi per ciò che era disponibile più alti. La benzina e altri prodotti petroliferi divennero costosi e difficili da ottenere, ma si fece sentire anche la carenza di cibo: se si tengono presenti tutti questi fattori, si può comprendere la successiva inflazione.
Una gran fetta dell'America Latina trasse beneficio dalla guerra a proprio vantaggio, schierandosi con gli Stati Uniti al fine di ricevere aiuti. Il Perù, tuttavia, costituì un'eccezione: il governo calmierò i prezzi di vari prodotti e, tra le conseguenze della strategia politica, rientrò la mancata crescita delle riserve valutarie nazionali rispetto ad altre realtà dell'America Latina. L'Argentina, nonostante le sue inclinazioni filo-tedesche e la sua ostilità nei confronti degli Stati Uniti, assistette a un rapido incremento dei commerci, così come Panama, principalmente grazie all'aumento del traffico navale e delle merci che giungevano presso il canale.
A Porto Rico, l'industria dell'alcool subì un'impennata perché la concorrenza dei mercati europei fu azzerata. Il Messico e il Venezuela, ricchi di greggio, beneficiarono dell'elevato prezzo del petrolio: in riferimento al primo, in particolare, la merce di scambio venne sfruttata per spingere un accordo alle sue condizioni con le compagnie petrolifere americane ed europee per la nazionalizzazione della sua industria petrolifera nel 1938. Inoltre, durante la guerra il Capo di Stato Manuel Ávila Camacho approfittò delle circostanze per rafforzare la posizione negoziale del Messico con gli USA.

### Lend-Lease
Il 22 marzo 1941, Washington emanò il Lend-Lease, un programma volto a fornire materiale bellico e assistenza di vario genere dagli Stati Uniti in cambio del permesso di presidiare/costituire basi militari e partecipare alla difesa dell'emisfero occidentale. Il Regno Unito e le altre nazioni europee, comprese le colonie, ricevettero logicamente la maggior parte dei finanziamenti, in virtù della più vicina posizione agli scontri. L'America Latina beneficiò di circa 400 milioni di dollari in materiale bellico, una percentuale abbastanza bassa rispetto a quanto distribuito in Europa.
Di tutte le nazioni dell'America Latina, il Brasile risultò il più favorito dal Lend-Lease durante la guerra, soprattutto per la sua posizione geografica nella sezione nord-orientale del Sud America, che consentiva il pattugliamento tra Sud America e Africa occidentale, oltre a fornire un punto di attracco per il trasferimento di materiale bellico di fabbricazione americana agli alleati che combattevano nel Nord Africa; inoltre, in caso di ipotetica invasione tedesca, si immaginava che le coste brasiliane fossero le prime da difendere per impedire l'avanzata. Si procedette poi a sottoscrivere nuovi e proficui trattati commerciali con gli Stati Uniti, i quali offrivano prestiti e aiuti militari e consentirono, in maniera indiretta, il calo della concorrenza nell'industria manifatturiera in favore di Rio de Janeiro. Al Brasile andarono tre quarti dell'assistenza Lend-Lease distribuita in America Latina. Anche l'Ecuador si vide fornire sostegni economici per la costruzione di una base aerea nelle Galápagos, così come la Colombia e la Repubblica Dominicana, entrambe desiderose di ammodernare il materiale bellico a propria disposizione in cambio della loro partecipazione alla difesa del canale di Panama e delle rotte caraibiche.
Al contrario, l'Argentina e il Cile ricevettero pochissimi aiuti militari, perché per gran parte della guerra nessuno avrebbe ascoltato le richieste americane di interrompere tutte le relazioni con le potenze dell'Asse. Benché il Perù avesse ricevuto alcuni aiuti, nel 1943 la costa occidentale del Sud America aveva perso ogni valore strategico, essendo lontanissima dai principali teatri di guerra, e così venne meno il Lend-Lease. Le nazioni centroamericane subirono un destino simile al Perù: nel 1943, l'autostrada panamericana che gli Stati Uniti stavano costruendo a scopo difensivo e logistico cessò di costituire una priorità, rendendo il denaro impiegato per realizzarla più necessario altrove.
Secondo Leonard, Lend-Lease sovvertì gli equilibri di potere in America Latina e "riaccese le vecchie rivalità". Il governo cileno, ad esempio, era preoccupato per la mancanza di appoggio militare non tanto per paura di un attacco da parte delle forze dell'Asse, ma perché temeva che la Bolivia e il Perù avrebbero potuto abbracciare le armi appena acquisite per riprendere il territorio perduto in Cile sessant'anni prima durante la guerra del Pacifico. Anche l'Ecuador si trovava in una situazione nebulosa perché, al termine della guerra ecuadoregna-peruviana del 1941, ne era uscito sconfitto. Infine, l'Argentina si sentiva minacciata dal suo storico rivale, il Brasile, a causa dell'accesso di quest'ultimo alle moderne attrezzature belliche americane. Leonard afferma che il dittatore argentino Juan Domingo Perón salì al potere in parte affermando che avrebbe "provveduto a questo cambiamento delle gerarchie militari".

### Attività dell'Asse

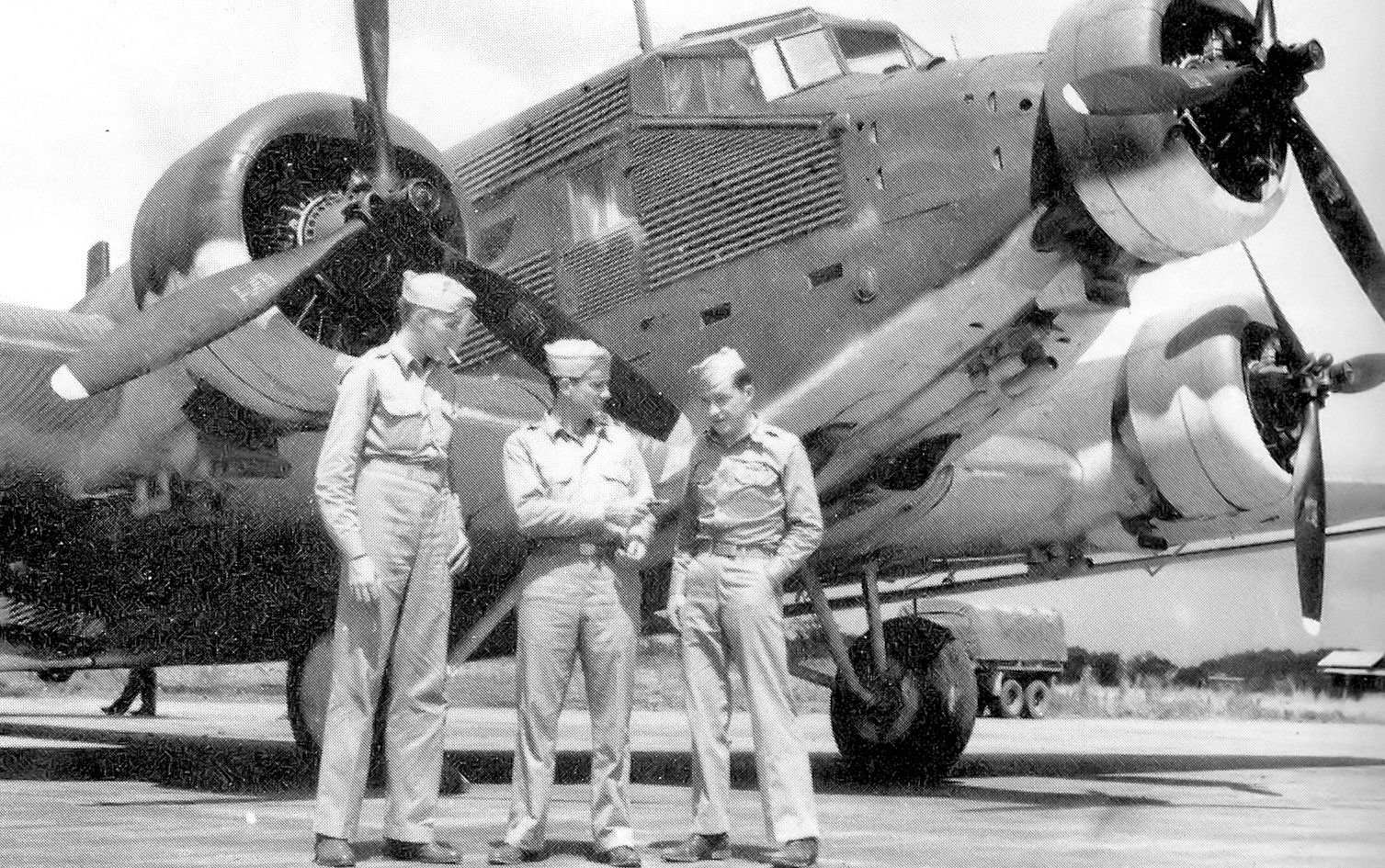
Uno Junkers Ju 52 tedesco fu confiscato dal Perù e trasferito alle forze aeree dell'esercito degli Stati Uniti come premio di guerra a Howard Field (nei pressi del quartiere Balboa della capitale), Panama, alla fine del 1942

All'inizio della seconda guerra mondiale, il fascismo era percepito come un'alternativa positiva da alcuni leader e gruppi dell'America Latina, colpiti da Adolf Hitler, Benito Mussolini, Hirohito, Francisco Franco (anche se la Spagna rimase neutrale per tutto il conflitto) e dai dittatori delle potenze minori dell'Asse. Il presidente Rafael Leónidas Trujillo della Repubblica Dominicana, ad esempio, ammirava Hitler per il suo stile e le sue manifestazioni militari; opinioni simili si rintracciavano in Jorge Ubico e Maximiliano Hernández Martínez, rispettivamente dittatori di Guatemala ed El Salvador. Secondo Leonard, in Brasile, Argentina e Cile, il forte senso di unità e scopo creato dal fascismo era piuttosto seducente. Gli integralisti brasiliani indossavano stivali e camicie verdi in stile militare e si dichiaravano aperti simpatizzanti di Mussolini.
Prima del 1939, i tedeschi godevano anche di una crescente influenza economica in base a rigidi accordi commerciali bilaterali volti a garantire che le relazioni economiche con varie nazioni dell'America Latina fossero uguali; Brasile, Messico, Guatemala, Costa Rica e Repubblica Dominicana avevano tutti stretto intese commerciali con la Germania nazista. Il commercio del Brasile con la Germania, ad esempio, raddoppiò tra il 1933, quando Hitler salì al potere e il 1938, l'anno prima dell'inizio della guerra. Quando i tedeschi invasero la Polonia nel settembre 1939, le navi dell'Asse non poterono più attraversare l'Atlantico per il commercio, comportando dunque la cessazione degli scambi tra America Latina e Germania e Italia. La perdita dei partner commerciali danneggiò alcuni Stati dell'America di lingua spagnola e, nella maggior parte dei casi, gli USA si dimostrarono gli unici in grado di sostituire tedeschi e italiani.
Quasi tutti gli stati dell'America Latina dovettero rispondere dell'attività di spionaggio dell'Asse. Il Messico e, in misura minore, il Brasile, collaborarono con gli Stati Uniti alla soppressione delle cellule dell'Asse. Il Cile e l'Argentina, invece, permisero agli agenti stranieri di operare nei loro paesi per gran parte della guerra, causando una notevole discordia tra le due nazioni e Washington. In molte nazioni dell'America Latina si assistette all'afflusso di un gran numero di immigrati provenienti dai paesi dell'Asse. La Colombia, ad esempio, si contava una popolazione di circa 4.000 immigrati tedeschi nel 1941, nonché l'esistenza di un piccolo villaggio di agricoltori giapponesi nel Dipartimento di Cauca. Molti tedeschi in Colombia erano coinvolti nel settore del trasporto aereo come dipendenti della SCADTA, inducendo gli USA a temere che i dipendenti fossero coinvolti in operazioni di spionaggio o, addirittura, avessero convertito gli aerei civili in bombardieri per attaccare il canale di Panama. Per questo motivo, il governo degli Stati Uniti esercitò pressioni sulla Colombia affinché monitorasse e internasse gli immigrati o, in alcuni casi, li espellesse negli Stati Uniti. Lo stesso si verificò anche in altre realtà dell'America Latina.
La minaccia dello spionaggio tedesco e spagnolo non era utopica. Durante gran parte della guerra, i tedeschi gestirono reti di spionaggio in tutti i paesi più importanti della regione, tra cui Argentina, Cile, Paraguay, Brasile, Cuba, Messico e altri. L'operazione Bolivar, come veniva chiamata, era finalizzata a ritrasmettere le comunicazioni radio clandestinamente ottenute dalle basi in Argentina a Berlino, eseguendo in alternativa l'invio di navi mercantili spagnole per spedire informazioni cartacee nel Vecchio Continente. Quest'ultima soluzione risultava possibile grazie alla cooperazione spagnola con le agenzie di intelligence tedesche durante la guerra. Sebbene l'Argentina e il Cile alla fine avessero "represso" gli agenti dell'Asse che operavano nei loro paesi all'inizio del 1944, alcune attività del piano Bolivar proseguirono fino alla fine della guerra nel maggio 1945.
Oltre allo spionaggio e al sabotaggio effettuato dai tedeschi in America Latina, gli Stati Uniti si interessarono altresì alla macchina propagandistica nazista. In particolare, l'ambasciata tedesca a Città del Guatemala fu il centro di distribuzione della propaganda nazista in America Centrale. Prima dell'inizio della guerra nel 1939, la propaganda si concentrò sulla superiorità dei prodotti tedeschi e sulla promozione della Germania come centro di ricerca scientifica, il "sistema educativo più avanzato del mondo". Tra settembre 1939 e la fine del 1943, i messaggi lanciati vertevano soprattutto sulle vittorie tedesche e sulla superiorità delle sue attrezzature militari. Dal Guatemala, gli incitamenti venivano trasmessi anche in ambasciate tedesche estere, spesso in pacchetti a bordo della compagnia aerea salvadoregna TACA.

### Relazioni tra Unione Sovietica e America Latina
L'invasione di Hitler del giugno 1941 suscitò il sostegno e l'aiuto all'Unione Sovietica di molti paesi dell'America Latina, generalmente avvenuti tramite organizzazioni di volontariato o sindacati. Cuba inviò 40.000 sigari all'Armata Rossa e nell'ottobre 1942 divenne il primo paese dell'America Latina ad estendere il riconoscimento diplomatico all'URSS. La guerra portò a un ampio disgelo diplomatico: nel 1945, 11 stati dell'America Latina, tra cui Colombia, Cile, Argentina e repubbliche centroamericane, avevano normalizzato le relazioni con Mosca.
Alla fine della seconda guerra mondiale in Europa, il presidente messicano Manuel Ávila Camacho dichiarò: "Dopo aver appreso della sconfitta finale dell'esercito tedesco, io, assieme al mio paese, ho ricordato gli ammirevoli sforzi dell'eroico popolo sovietico durante gli anni di lotta contro le truppe fasciste".

### Salvataggio di ebrei da parte di El Salvador
Mentre svariate comunità ebraiche cercavano di sfuggire alla politiche persecutorie di alcuni Paesi europei, il colonnello José Castellanos Contreras, console generale salvadoregno a Ginevra, in Svizzera, salvò 25.000 giudei fornendo loro passaporti salvadoregni che potevano essere usati come una forma di asilo politico. Si tratta di un contributo generalmente passato in sordina di El Salvador nella seconda guerra mondiale.

## Galleria d'immagini

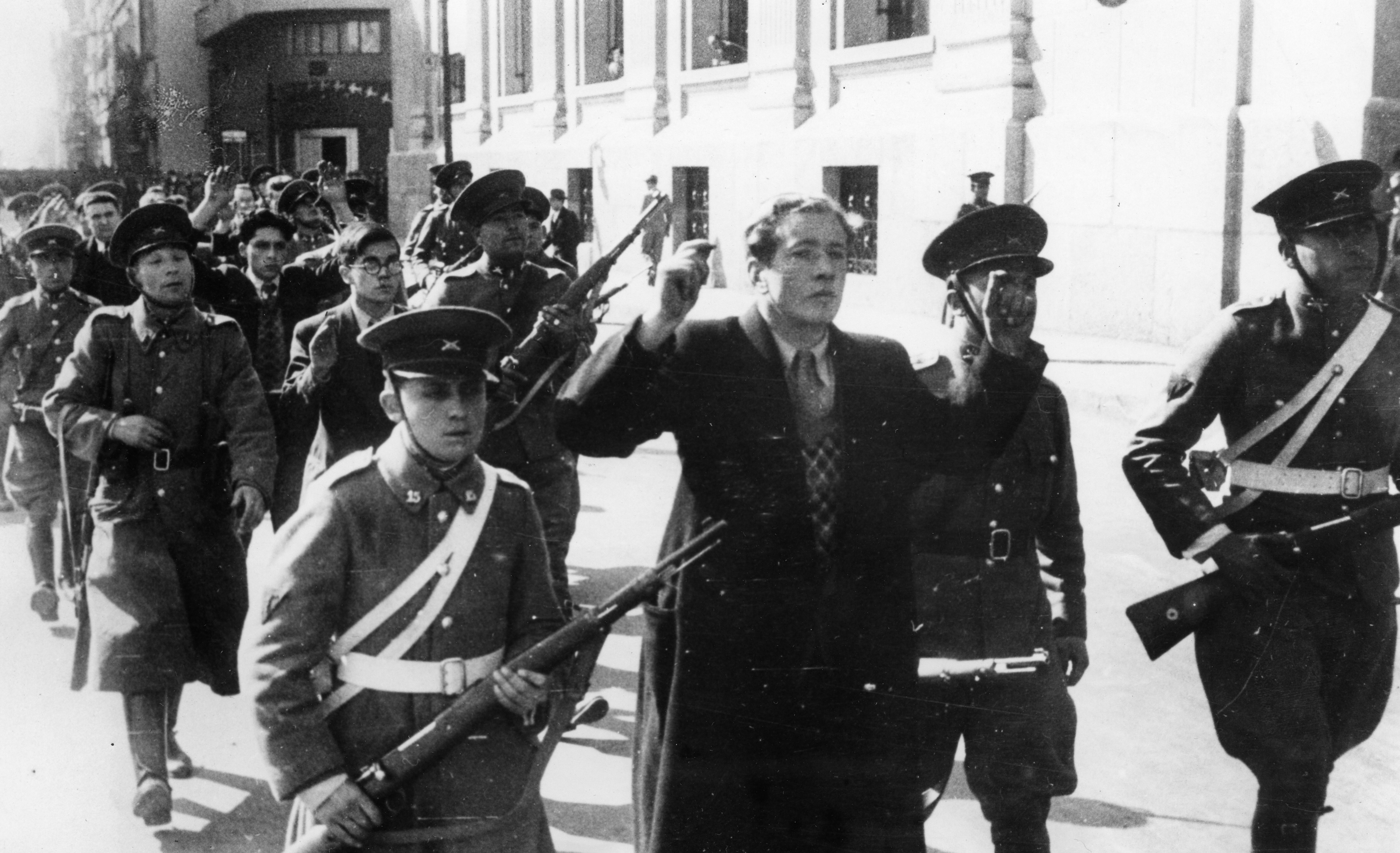
La polizia nazionale accompagna i membri del Movimento Nazional Socialista del Cile durante la rivolta di Seguro Obrero. Il 5 settembre 1938, dopo quattro ore di combattimenti a Santiago, le autorità cilene radunarono e giustiziarono circa sessanta ribelli che si erano arresi. Quasi altri venti furono uccisi durante i combattimenti
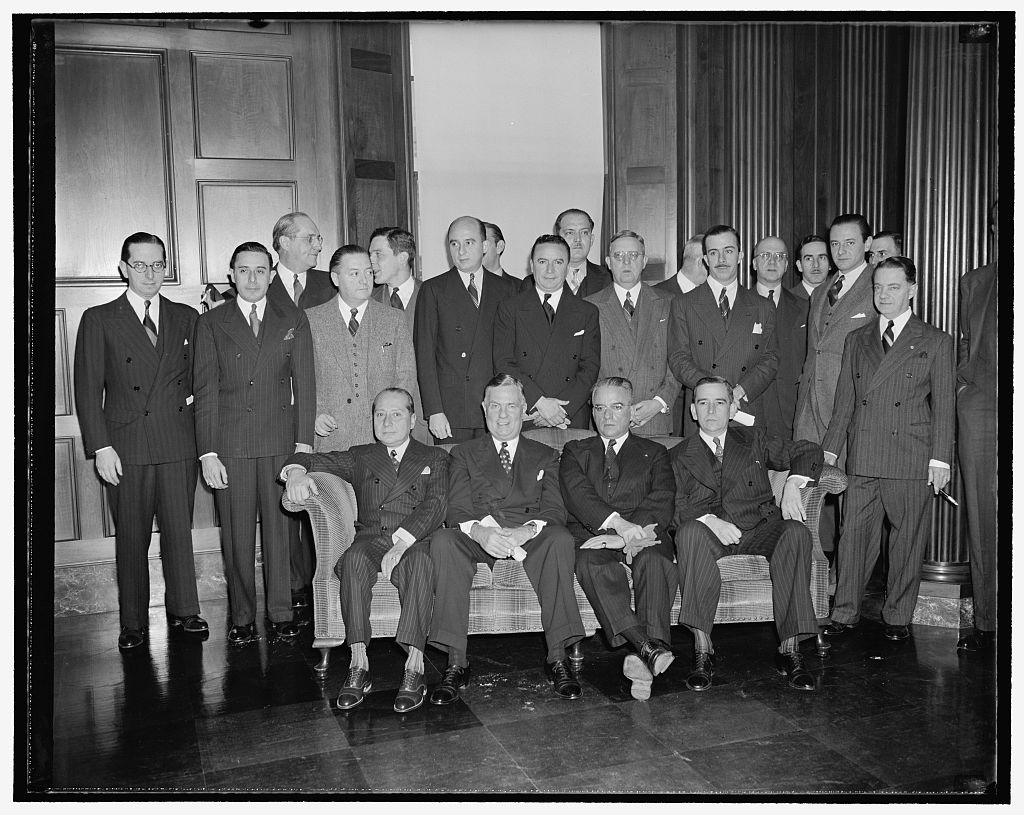
Rappresentanti dei governi latinoamericani e rivenditori statunitensi durante una riunione a Washington del 1º novembre 1939, convocata per discutere di un sistema volto a incrementare i commerci nell'emisfero occidentale
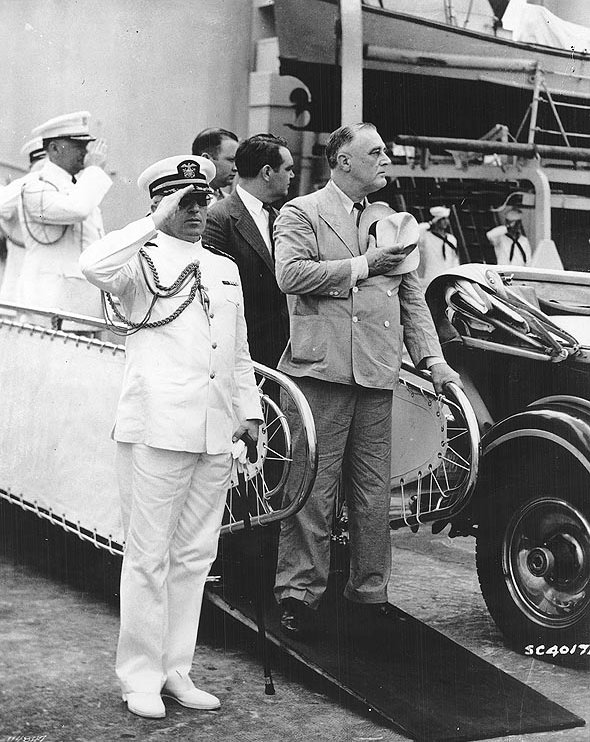
Il presidente Roosevelt e il suo assistente navale, il capitano Daniel Callaghan, sbarcano dalla USA Tuscaloosa alle chiuse del canale di Panama, 18 febbraio 1940
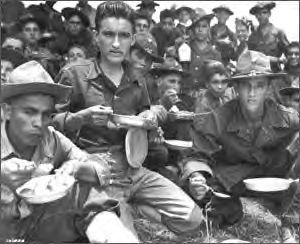
Soldati del 65º reggimento di fanteria americano a Salinas (Porto Rico), agosto 1941
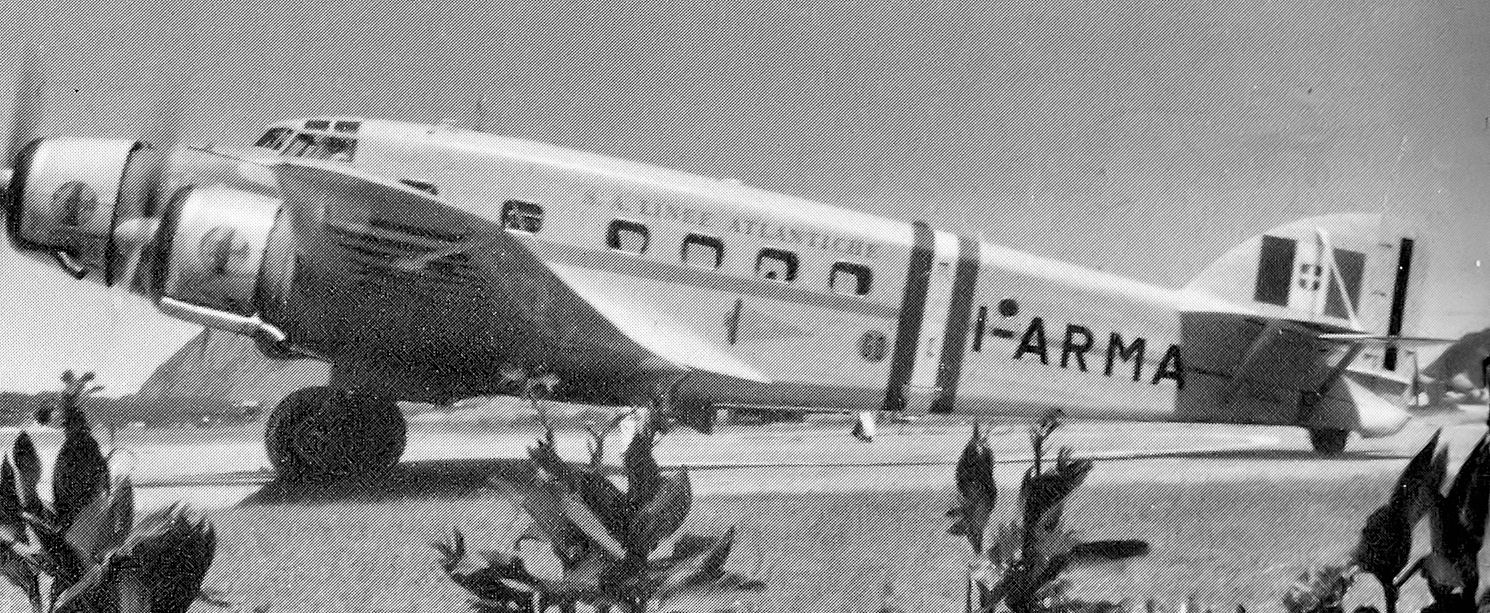
Un aereo di linea tri-motore italiano Savoia-Marchetti S.M.81 a Howard Field nel 1942. Il mezzo, acquistato dagli Stati Uniti dalla compagnia aerea italo-latinoamericana (LATI), fu sequestrato in Cile da funzionari del governo locale e donato all'esercito degli Stati Uniti a causa della carenza di trasporti in America centrale
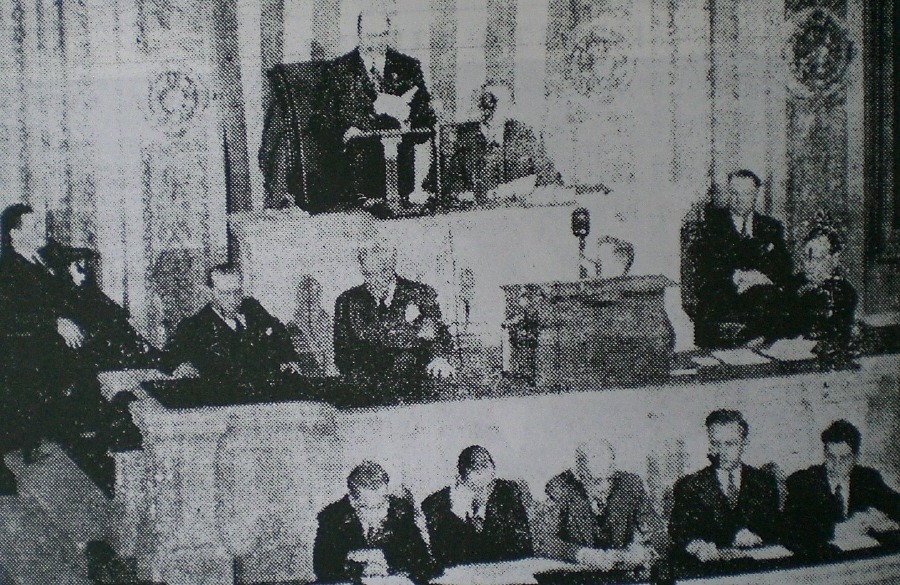
Il presidente Isaías Medina Angarita del Venezuela parla al Congresso durante la sua visita di stato ufficiale negli USA nel 1944
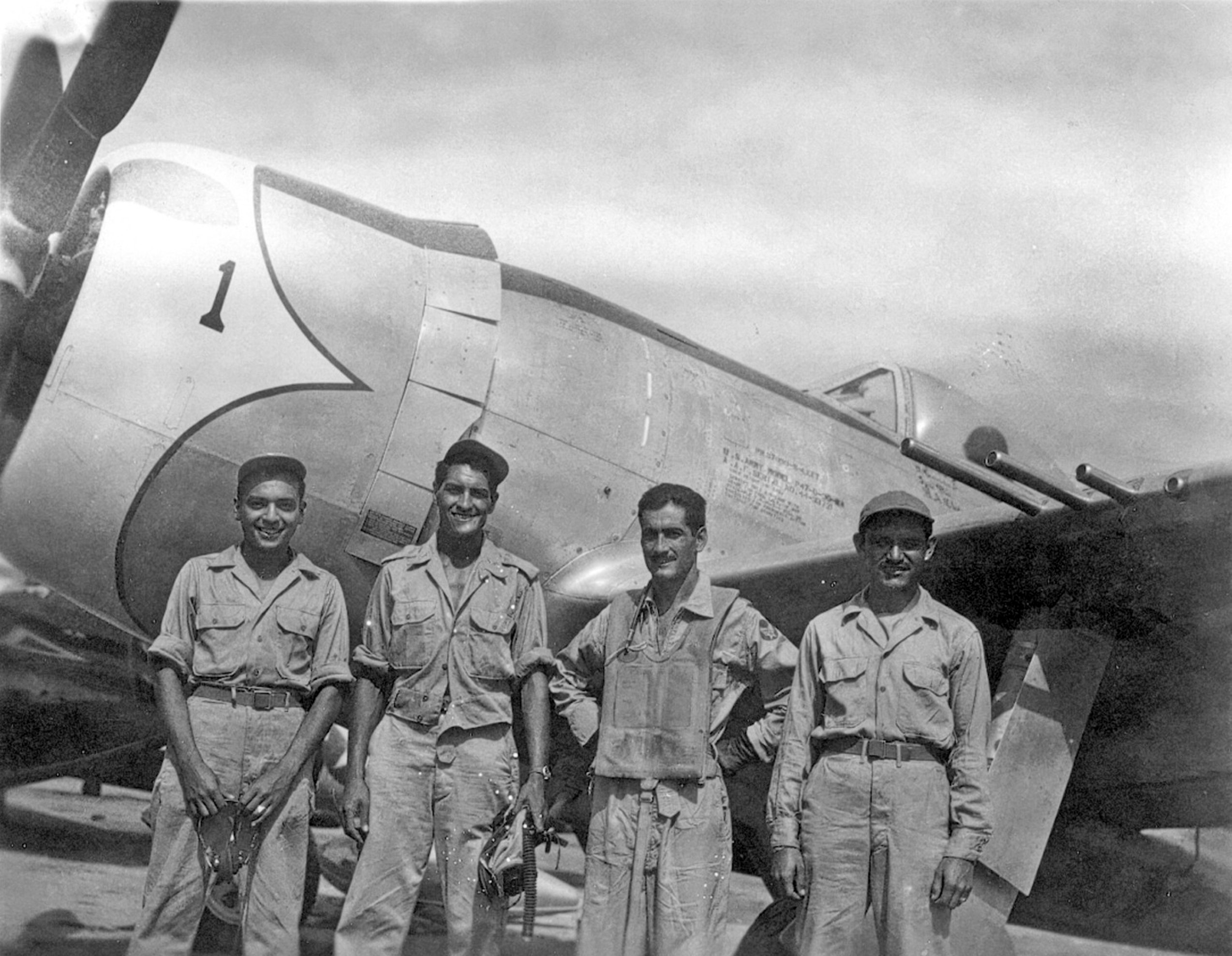
Membri dello Squadrone 201 messicano e un Republic P-47 Thunderbolt durante la campagna delle Filippine nel 1945
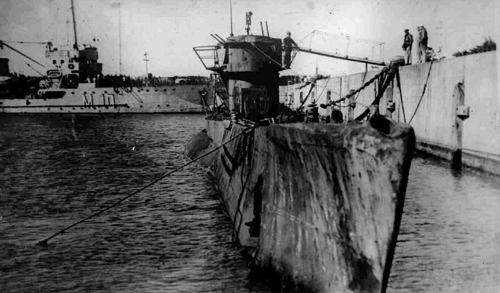
Il sottomarino tedesco U-977 attracca a Mar del Plata dopo essersi arreso alla marina argentina nell'agosto 1945